# Медичи
Ме́дичи (итал. Mèdici) — олигархическое семейство, представители которого с XV века по XVIII век неоднократно становились правителями Флоренции. Наиболее известны как меценаты самых выдающихся художников и архитекторов эпохи Возрождения.
В общей сложности, правили Флорентийской республикой, а затем герцогством Тосканским, с 1434 по 1743 год, с перерывами в 1494—1512 и 1527—1530 годах. Среди представителей семьи Медичи — четыре римских папы (Лев X, Пий IV, Климент VII, Лев XI) и две королевы Франции (Екатерина Медичи и Мария Медичи). Именно Медичи развили архитектурную культуру Флоренции, спонсировали многих известных художников и подарили миру их великие шедевры искусства.

## Происхождение

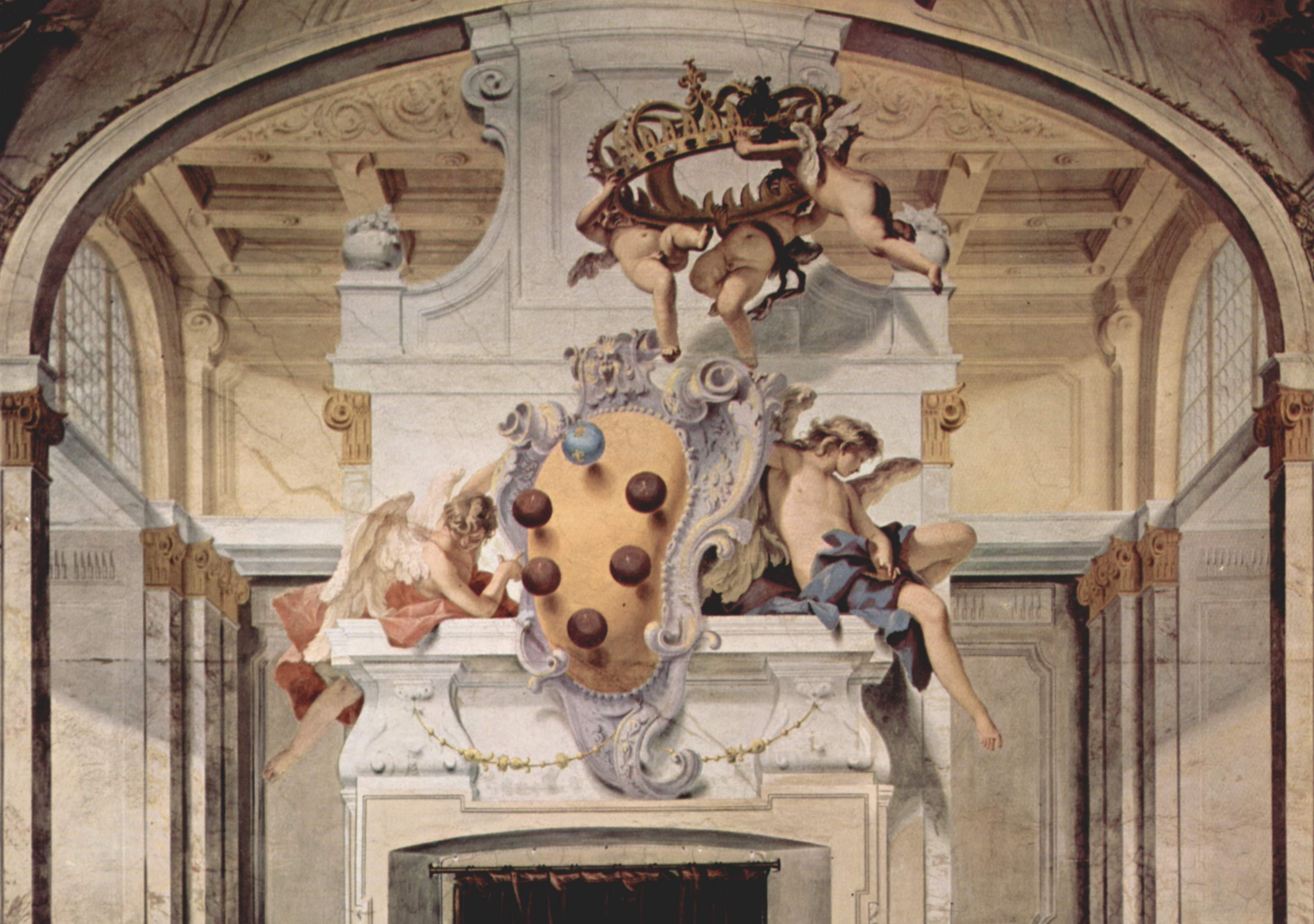
Герб Медичи в Палаццо Питти

Происхождение фамильного имени точно неизвестно. По одной из версий, один из родоначальников династии был медиком (medico) при дворе Карла Великого. По другой версии, семья первоначально занималась аптечной торговлей. Третья версия гласит, что Медичи — прямые потомки военных вождей франков. Семейное предание возводит происхождение рода к рыцарю Карла Великого по имени Аверардо, который в конце VIII века поселился в долине Муджелло близ Флоренции. Его потомок Медико ди Потроне (1046—1102) служил управляющим располагавшегося там замка Кафаджало, принадлежавшего роду Убальдини, и, согласно легенде, обладал уникальными тавматургическими способностями.

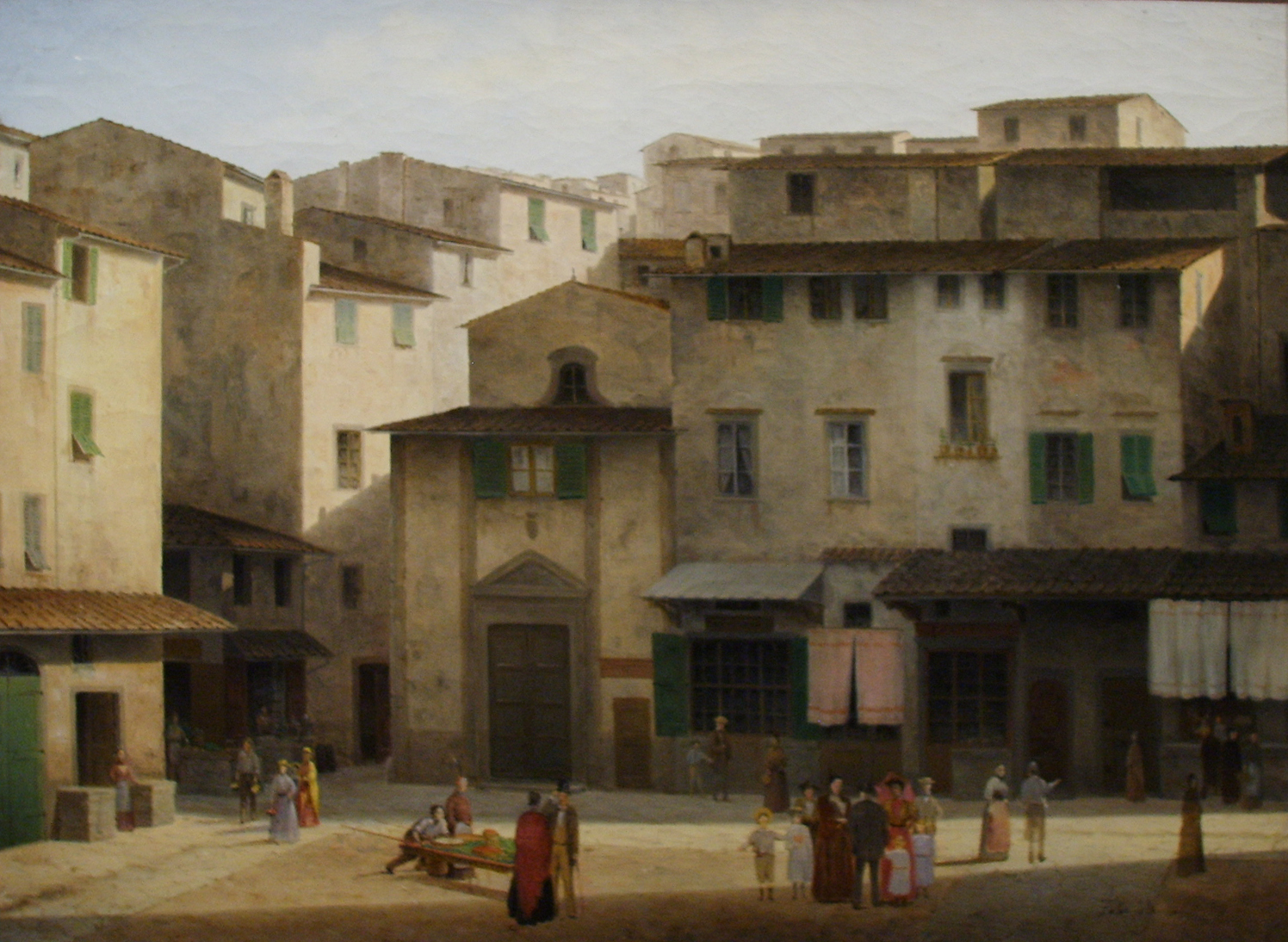
Флорентийская церковь Сан-Томмазо в середине XIX века. Худ. Фабио Борботтони

В начале XIII века семья Медичи переселилась из Кафаджало во Флоренцию, обосновавшись в районе Сан-Лоренцо, занялась ростовщичеством и быстро разбогатела. Первым из Медичи упоминается в судебных архивах Флоренции за 1201 год некий Кьяриссимо Медичи. В актах от 8 и 9 ноября 1221 года фигурирует в качестве свидетеля пополан Бонаджунта Медичи, предполагаемый брат Кьяриссимо, имевший собственный дом в приходе Сан-Томмазо у площади Меркато-Веккьо; его дети, ростовщики и торговцы, упоминаются в 1240 году среди кредиторов графа Гвидо Герра и местного аббатства камальдулов. Один из потомков Бонаджунта Ардинго де Медичи в 1291 году стал приором, а в 1296 году избран был на высший государственный пост Флоренции — гонфалоньера справедливости. В последующие 20 лет ещё двое представителей семьи были избраны на этот пост; в частности, в 1299 году им стал Гуччо Медичи. Историками подсчитано, что между 1282 и 1399 годами не менее 53 представителей рода Медичи избирались в городскую синьорию.
От Кьяриссимо и его сына Альбиццо произошла ветвь, в начале XIV века разделившаяся на две линии, происходящие от сыновей последнего Франческо и Джованни. Они продолжались до середины XV века и в основном представлены были флорентийскими банкирами. От другого сына Кьяриссимо Филиппо и племянника его Аверардо (ум. 1318), в 1314 году третьим в роду занявшего пост гонфалоньера и имевшего сына Сальвестро, бывшего в 1336 году послом в Венеции, пошла другая ветвь, продолжавшаяся до XVIII века, к которой принадлежали герцоги Флоренции, Сиены и великие герцоги Тосканские. От другого племянника Кьяриссимо, носившего то же имя, в первой четверти XIV столетия пошли ещё две линии: линия Джамбоно, закончившаяся со смертью его правнука Россо, и линия Липпо, к которой принадлежали известный политик Бартоломео и банкир Сальвестро Медичи.
Составив себе крупное состояние коммерческими операциями и создав достаточное мощное банковское предприятие, с первой половины XIV века Медичи принимают деятельное участие в борьбе малоимущих слоёв народа («тощего народа», итал. popolo minuto) со знатью, образовавшейся из слияния дворянства с купечеством (с «жирным народом», итал. popolo grasso). К этому времени их род становится весьма разветвлённым и многочисленным: в 1373 году, после опустошительной эпидемии чумы, в нём насчитывалось около 50 взрослых мужчин. При этом Медичи, традиционно поддерживавшие чёрных гвельфов, часто занимают сторону народной партии. Так, в июле 1343 года они становятся одними из руководителей национально-освободительного восстания против герцога Афинского Готье де Бриенна, во время которого разграблен был дворец Синьории и уничтожено знамя народа — гонфалон, а в сентябре того же года принимают активное участие в демократическом движении пополанов против магнатов, большая часть из которых была изгнана из города, в результате чего власть в республике была разделена между старшими, средними и младшими цехами.
В 1360 году Бартоломео Медичи организовал неудачный заговор против знати, во главе которой стояла банкирская семья Альбицци. В 1378 году брат Бартоломео, Сальвестро Медичи, глава банковского дома Медичи, стал гонфалоньером справедливости и, противодействуя знати, спровоцировал бунт чомпи (итал. Ciompi). После подавления бунта Сальвестро был изгнан, а все семейство Медичи было лишено права занимать общественные должности в течение десяти лет.
Кузен Сальвестро, Вьери (Бери) ди Камбио Медичи, унаследовавший после него банкирский дом Медичи, отошёл от политики и полностью сосредоточился на развитии банковского бизнеса. После 1350 года его банк стал крупнейшим в городе и впервые открыл филиалы за пределами Флоренции — в Риме, Генуе, Венеции, Милане, Пизе, Авиньоне, Брюгге и Лондоне. Именно при нём Медичи становятся самой могущественной в финансовом отношении семьёй Флоренции.

## Подъём

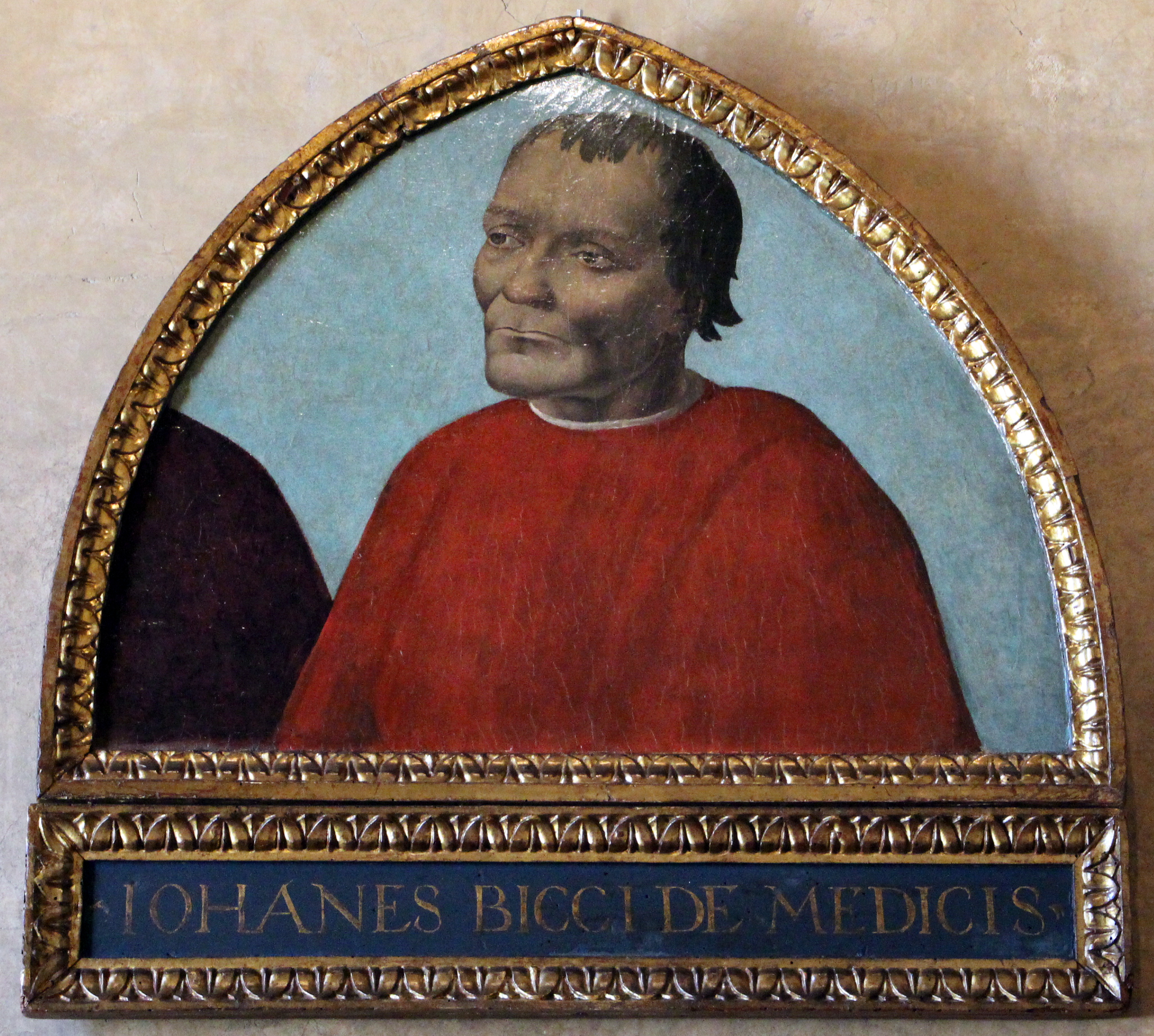
Джованни ди Биччи. Портрет кисти Мазаччо или Заноби дельи Строцци, втор. четв. XV в.

Реальным основателем политического могущества Медичи стал племянник Вьери Медичи, Джованни ди Биччи (1360—1429), четвёртый сын Аверардо III ди Медичи (1320—1363), владельца небольшого поместья в Кафаджоло, породнившегося с влиятельным семейством Спини. В 1390 году он возглавил римский филиал банка Вьери ди Камбио и завел там множество связей, в том числе при папском дворе. В 1397 году Джованни вернулся во Флоренцию, полный амбиций, в 1402 году сделался приором гильдии банкиров и менял Arte del Саmbio, а в 1421 году, в итоге многолетней политической борьбы, избран был гонфалоньером справедливости. В 1409 году он официально сделался банкиром папского двора, а в 1419 году возглавил комиссию опекунов над состоянием смещённого Констанцским собором и скончавшегося во Флоренции антипапы Иоанна XXIII, немало обогатившись на выполнении завещания покойного. Сыновья его, Козимо (1389—1464) и Лоренцо (1394—1440), стали первыми активными политическими деятелями Флорентийской республики.

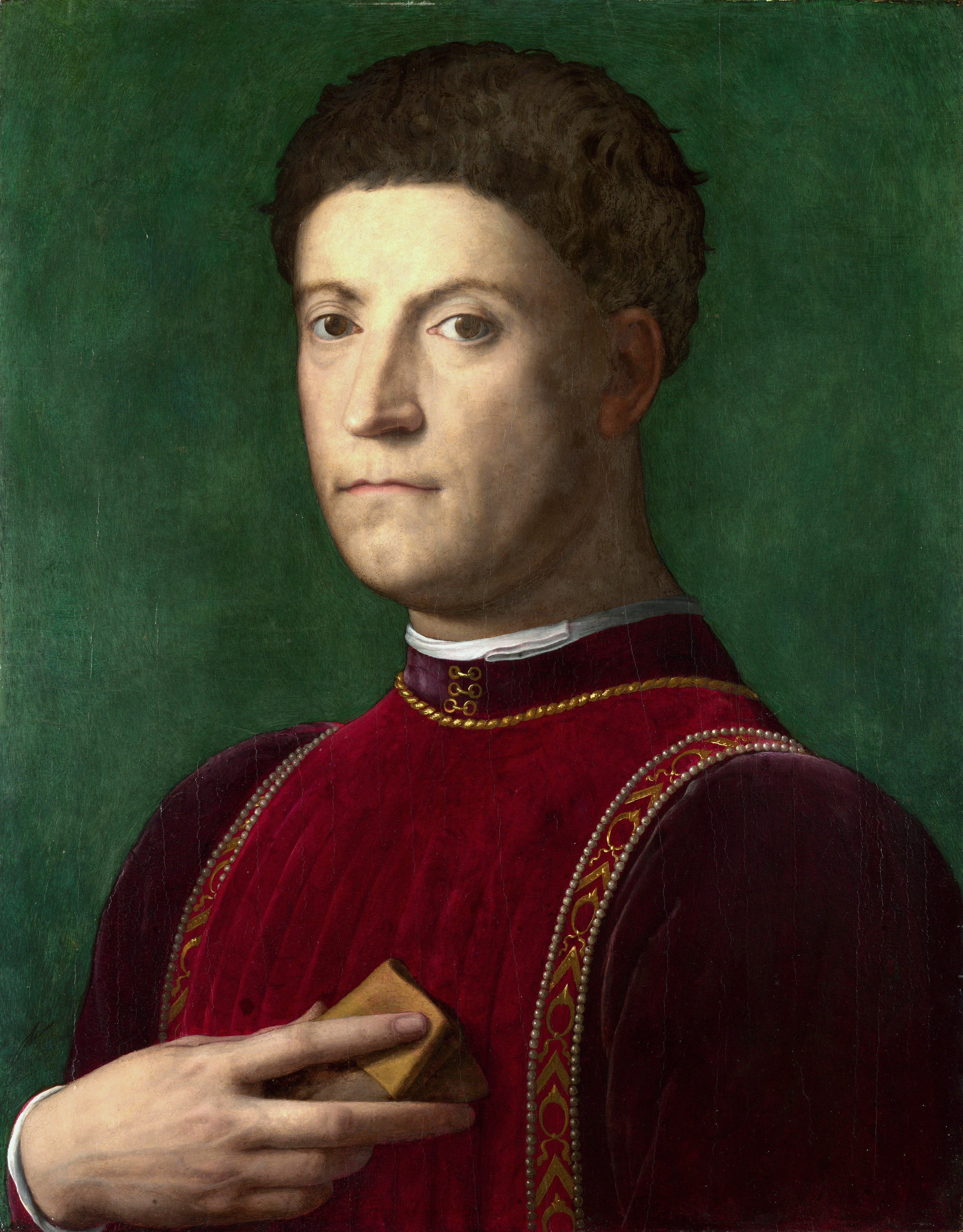
Бронзино. Пьеро Подагрик. Середина XVI в.

В начале XV века Джованни Медичи достиг высших должностей, а в октябре 1434 года его сын, Козимо, воспользовавшись недовольством народа знатью за частые войны и непомерные налоги, захватил власть в свои руки, заслуженно получив от своих современников прозвание «Отца отечества» (итал. Padre della Patria). С этих пор и до конца столетия династия Медичи управляла республикой и приобрела громкую известность покровительством всем направлениям Ренессанса. Продолжал расширять свою сеть в соседних странах и банк Медичи, так, в 1420-е годы его представительство открыто было в Женеве, в 1433 году в Базеле, а в 1466 году перенесено из Женевы в Лион.
При сыне Козимо, Пьеро ди Козимо, по прозвищу «Подагрик» (ум. 1469), популярность Медичи уменьшилась: против них был организован неудавшийся заговор, который вовлек Флоренцию в войну с Венецией. Сыновья Пьеро ди Козимо, Лоренцо и Джулиано, восстановили прежнюю значимость династии Медичи. Формально оставаясь, подобно своему деду, частным лицом и сохраняя республиканский фасад флорентийской государственности, Лоренцо Великолепный (1449—1492) сосредоточил в своих руках все нити власти, покоившейся в значительной мере на его популярности, выражавшейся в щедрых пожертвованиях на общественные нужды и меценатстве.
Организованный в 1478 году и тайно поддержанный Ватиканом неудачный заговор Пацци, сопровождавшийся убийством Джулиано, в конечном итоге, только усилил влияние Медичи.

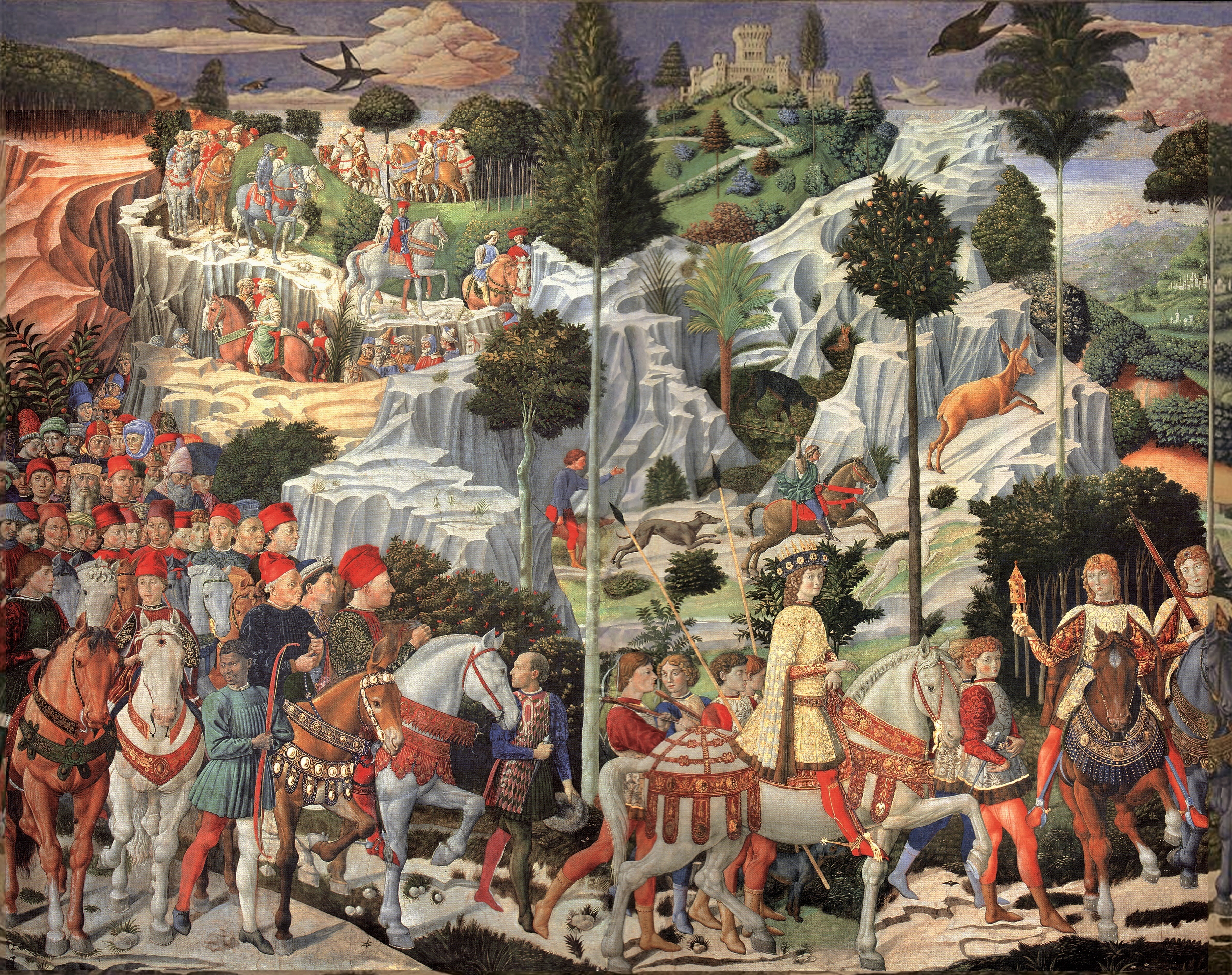
Лоренцо Медичи и его придворные в обличье трёх волхвов. Фреска Беноццо Гоццоли в Палаццо Медичи-Риккарди (1459—1461)

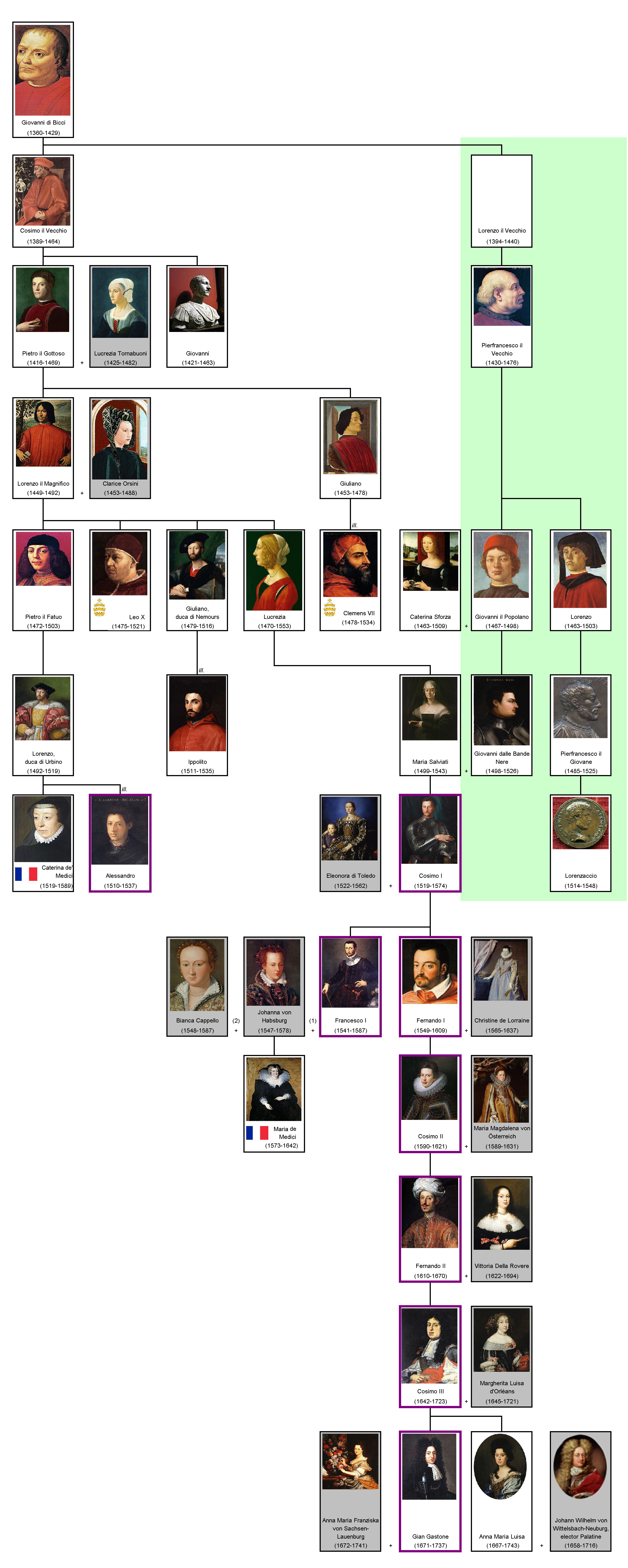

«После победы 1466 года, — пишет по этому поводу в „Истории Флоренции“ Никколо Макиавелли, — вся власть перешла к Медичи, и они получили в делах государственных такое преобладание, что все те, кто смотрели на них с завистью, вынуждены были терпеливо переносить это положение. Если же они упорствовали в стремлении изменить его, то им приходилось прибегать к тайным интригам или к заговорам. Но так как замыслы такого рода удаются с большим трудом, они большей частью кончаются гибелью заговорщиков и лишь способствуют величию того, против кого замышлялись…»
Интриги папы Сикста IV, недовольного казнью заговорщиков и их соучастника архиепископа Пизы Франческо Сальвиати, сумевшего привлечь для войны с Флоренцией неаполитанские войска, были расстроены в 1480 году визитом Лоренцо к королю Неаполя Ферранте I, закончившимся заключением с последним выгодного для республики мира.
После смерти Лоренцо в 1492 году его старший сын, Пьеро ди Лоренцо, прозванный «Глупым», уступил Карлу VIII, двинувшемуся на Неаполь, несколько важных населённых пунктов во владениях Флоренции, за что 9 ноября 1494 года был изгнан как изменник родины. В результате народного движения восстановлена была демократическая республика, во главе которой встал Джироламо Савонарола. Все попытки Пьеро ди Лоренцо, умершего в 1503 году, вернуть прежнее положение остались безуспешными, и только в 1512 году партия Медичи снова стала во главе республики.

## Папство и изгнание из Флоренции
Когда кардинал Джованни, брат Пьеро, в 1513 году вступил на папский престол под именем Льва Х, сын Пьеро, Лоренцо и другой племянник папы, кардинал Ипполито (1511—1535), сын Джулиано, герцога Немурского, заняли прежнее положение во Флоренции. Папа дал Лоренцо герцогство Урбинское и устроил его брак с родственницей французского королевского дома, Мадлен де ла Тур д’Овернь. После смерти в 1519 году Лоренцо, который оставил после себя только дочь Катарину — будущую жену французского короля Генриха II, власть находилась в руках Джулио Медичи, сына Джулиано (брат Лоренцо Великолепного), до 1523 года, когда тот стал папой Климентом VII. Во главе флорентийской республики встали тогда Алессандро Медичи, побочный сын Лоренцо, и кардинал Ипполито, побочный сын герцога Немурского.

## Великие герцоги Тосканские
Профранцузская политика Климента VII, вызвавшая разграбление Рима немцами, привела к изгнанию в 1527 году Медичи из Флоренции. Тогда бежавший из Рима папа заключил союз с Карлом V и с его помощью возвратил Флоренцию Алессандро. После десятимесячной осады Флоренция в 1530 году сдалась немецким войскам. Алессандро Медичи, женившийся на Маргарите, побочной дочери Карла V, получил от него наследственную монархическую власть во Флоренции с титулом герцога. Своим распутством герцог Алессандро Медичи вызвал массовое недовольство. После безуспешных жалоб на него Карлу V недовольные организовали заговор, и в 1537 году Алессандро был убит своим родственником Лоренцино. Убийца вынужден был бежать и был убит в Венеции в 1548 году.

## Последний период

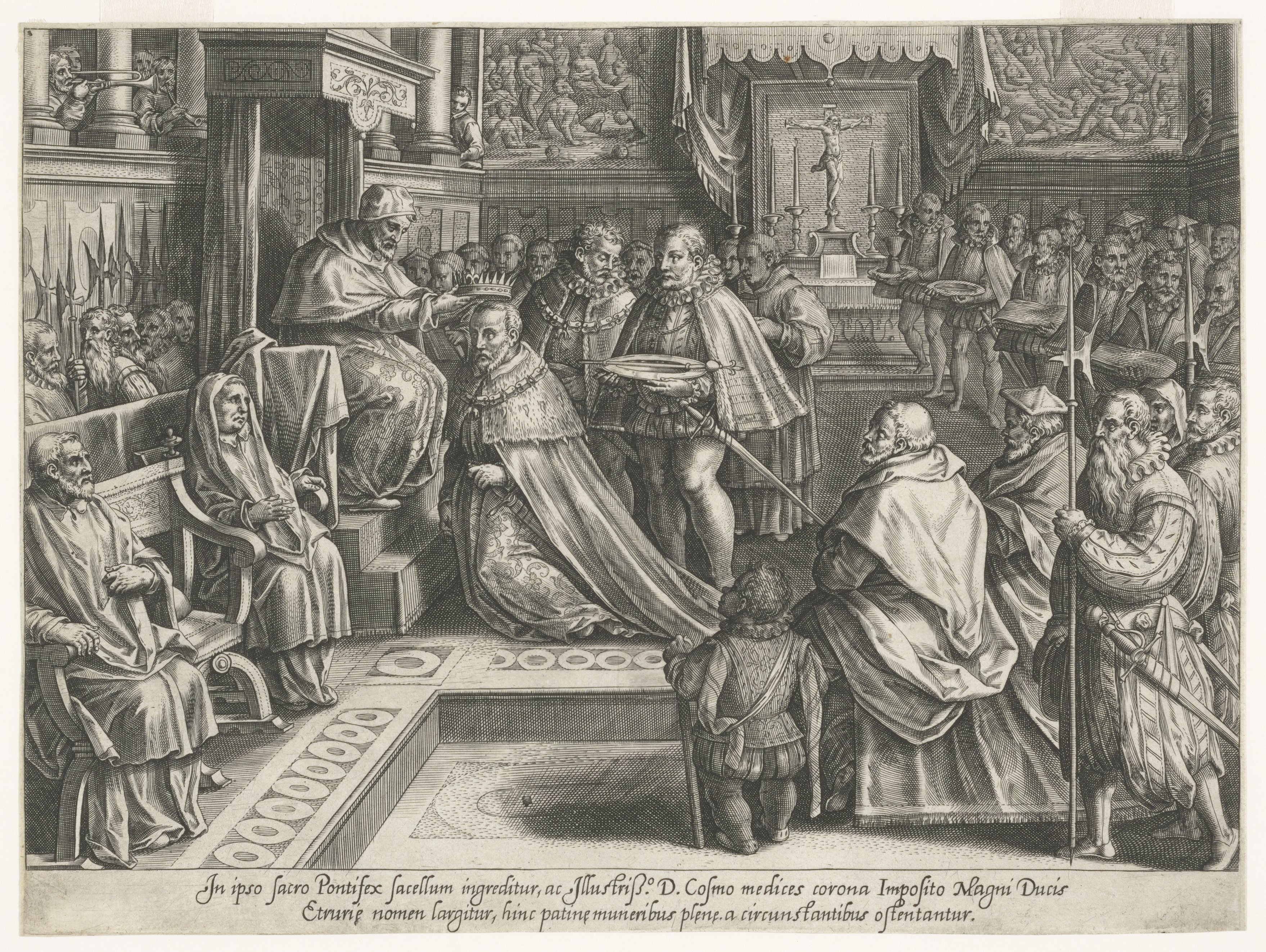
Коронация Пием V Козимо I Медичи в Сикстинской капелле. Гравюра Филиппа Галле и Яна ван дер Страта (1569)

Со смертью Алессандро прервалась линия Медичи, шедшая от Козимо Старшего. Попытки флорентийцев восстановить республику закончились неудачей: Карл V настоял на передаче власти герцога Козимо Медичи, потомку Лоренцо, брата Козимо Старшего. Ловкий политик и тиран по натуре, Козимо I (1537—1574) поставил перед собой задачу образовать из Тосканы одно государство, сосредоточив в своих руках абсолютную монархическую власть. Жестоко преследуя при помощи инквизиции своих противников, используя конфискации и монополии, он собрал значительные средства, на которые создал флот, завоевал Сиену, находил себе союзников во внешней политике. В 1569 году он получил титул великого герцога и был торжественно коронован в Риме папой Пием V.
Заботясь об интересах династии, Козимо старался расширять своё семейство. Он покровительствовал Оттавиано Медичи и его сыновьям (один из которых, Алессандро, стал впоследствии папой Львом XI), хотя они принадлежали к другому роду. Козимо признал членом своей семьи Джан-Джаакомо Медикини, миланца по происхождению, и помог его брату получить папский престол под именем Пия IV. Верный семейным преданиям, Козимо покровительствовал просвещению и реставрировал Университет в Пизе.
Сын и преемник Козимо I, Франческо (1574—1587), шёл по стопам своего отца, но значительно уступал ему талантами. Он находился в подчинении у своей второй жены, Бьянки Капелло, влияние которой было особенно вредно для финансов. Франческо основал Академию della Crusca и покровительствовал естественным наукам. Его преемником был его младший брат, кардинал Фернандо (Фердинанд) I (1587—1609) — лучший из герцогов Медичи. Противодействуя интригам своего младшего брата и соперника, Пьетро, Фернандо был свободен от тиранической политики своих предшественников, особенно губительной в экономической сфере. Он покровительствовал наукам и искусству и обогатил собрание музея Уффици. Фернандо особенно заботился о земледелии и торговле: облегчил бремя налогов, уменьшил власть монополий, осушил Мареммы, построил гавань в Ливорно. Во внешней политике он несколько сблизил Флоренцию с Францией, выдав дочь своего предшественника, Марию, за Генриха IV. Сложив с себя сан кардинала при вступлении на престол, Фернандо женился на Кристине Лотарингской. Его сын от этого брака, Козимо II, был его преемником (1609—1621).

## Упадок Флоренции

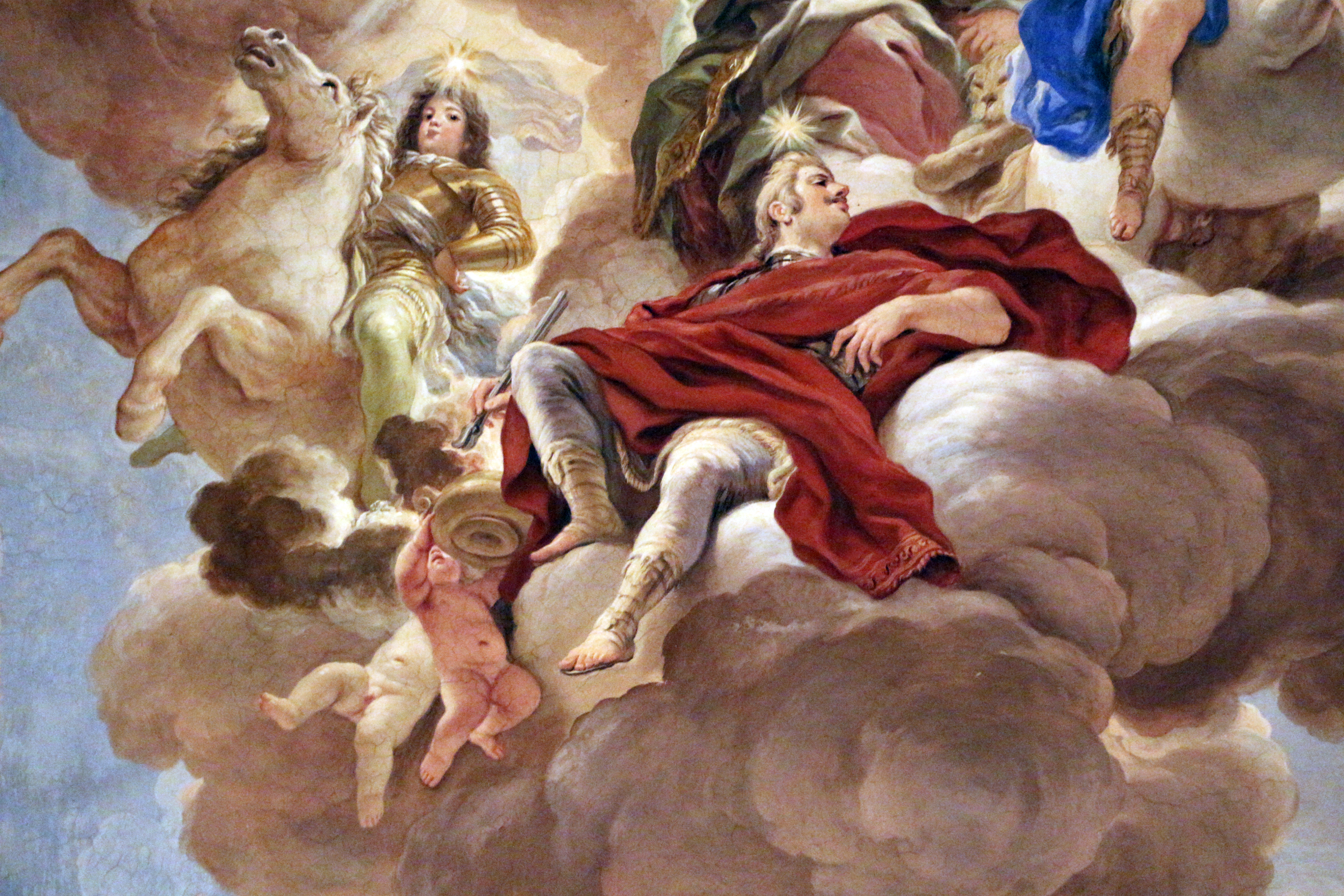
«Апофеоз Медичи» (портрет Козимо III), фреска Лука Джордано в Палаццо Медичи-Риккарди, 1682—1685

Правление Козимо II, с его фантастическими планами завоеваний на Востоке и полным подчинением Испании, стало началом упадка Флоренции. Только покровительство просвещению (Козимо II поощрял своего бывшего учителя Галилея, который в его честь назвал открытые им четыре самых крупных спутника Юпитера Медицейскими звездами, или Медицейскими лунами) оставалось неизменным и при нём, и при его сыне, преемнике, Фердинандо II (1621—1670). Первые семь лет во главе правления фактически стояли в качестве регентш бабка и мать Фердинандо, австрийская принцесса Мария-Магдалина (Маддалена). В это время Тоскана дошла почти до полного одичания. Фердинандо усердно старался улучшить положение страны, но безуспешно. Просвещённый и великодушный, но рыхлый и безвольный, он в 1638 году вступил в брак с Витторией делла Ровере, но первенцы, сын и дочь, умерли во младенчестве, и лишь в 1642 году на свет появился долгожданный наследник Козимо III. Из многочисленных братьев Фердинандо особенно известны Маттео, принимавший участие в Тридцатилетней войне (1618—1648) и последняя знаменитость из дома Медичи — кардинал Леопольдо, защищавший вместе с Фердинандо Галилея.
Козимо III (1670—1723), отличавшийся особым ханжеством и педантизмом, а также всецело зависевший от католического духовенства, не смог остановить упадка Флоренции. Династический брак, заключённый им в 1661 году с Маргаритой Луизой Орлеанской, племянницей французского короля Людовика XIII, принёс ему немало горя: выданная замуж против воли, амбициозная и развращённая супруга быстро возненавидела как его самого, так и его страну, отказавшись даже выучить итальянский язык. Вернувшись в конечном итоге во Францию, она обязалась жить в монастыре, но вместо этого провела остаток своих дней в придворных увеселениях. У сыновей Козимо III, отличавшихся, как и их дед Фернандо, склонностью к гомосексуализму, не было потомства, поэтому он заставил своего брата, кардинала Франческо, сложить духовный сан и жениться. Однако и этот брак остался бесплодным.
Наследник Козимо, сын Джованни-Гасто (1723—1737), болезненный и до времени состарившийся, не принимал почти никакого участия в управлении, отдав все финансовые дела герцогства на откуп своему нечистому на руку фавориту Джулиано Дарни. Будучи бездетным, он стал последним представителем рода по прямой мужской линии, и со смертью его сестры, Анны-Марии, последовавшей в 1743 году, линия Медичи-правителей окончательно пресеклась. Из второстепенных ветвей фамилии Медичи до настоящего времени во Флоренции сохранились Медичи-Торнаквинчи (Tornaquinci), маркизы Кастелина, а в Неаполе — князья Оттайяно (Ottaiano) и герцоги Сарло.

## Династия

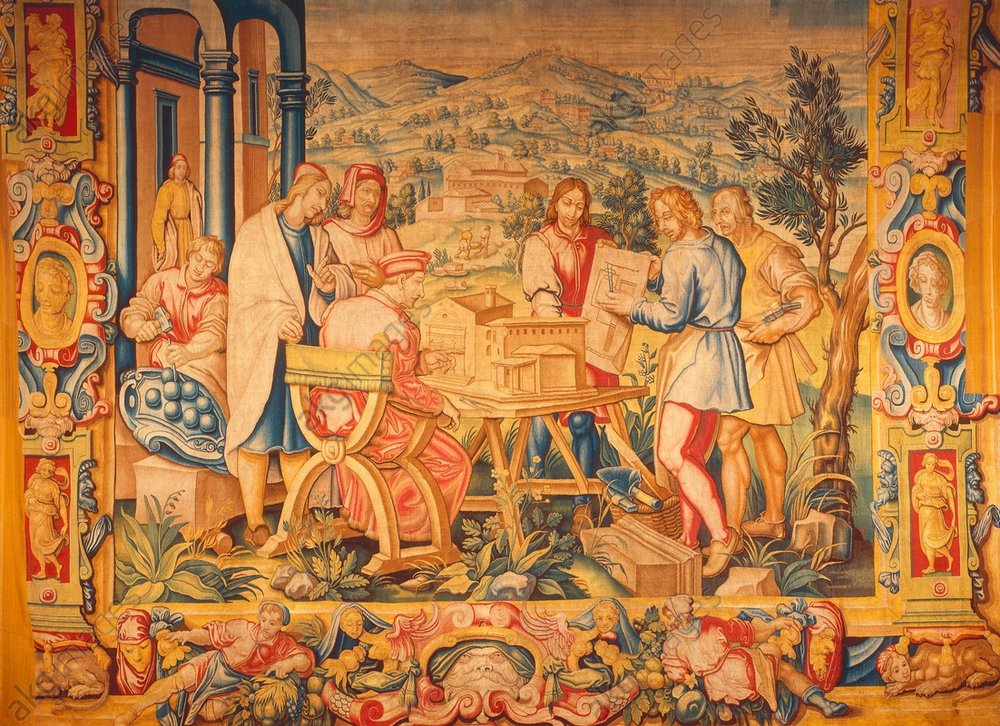
Бенедетто ди Микеле Сквилли. Козимо Медичи, осматривающий макет монастыря Бадия Физолана. Гобелен. 1580

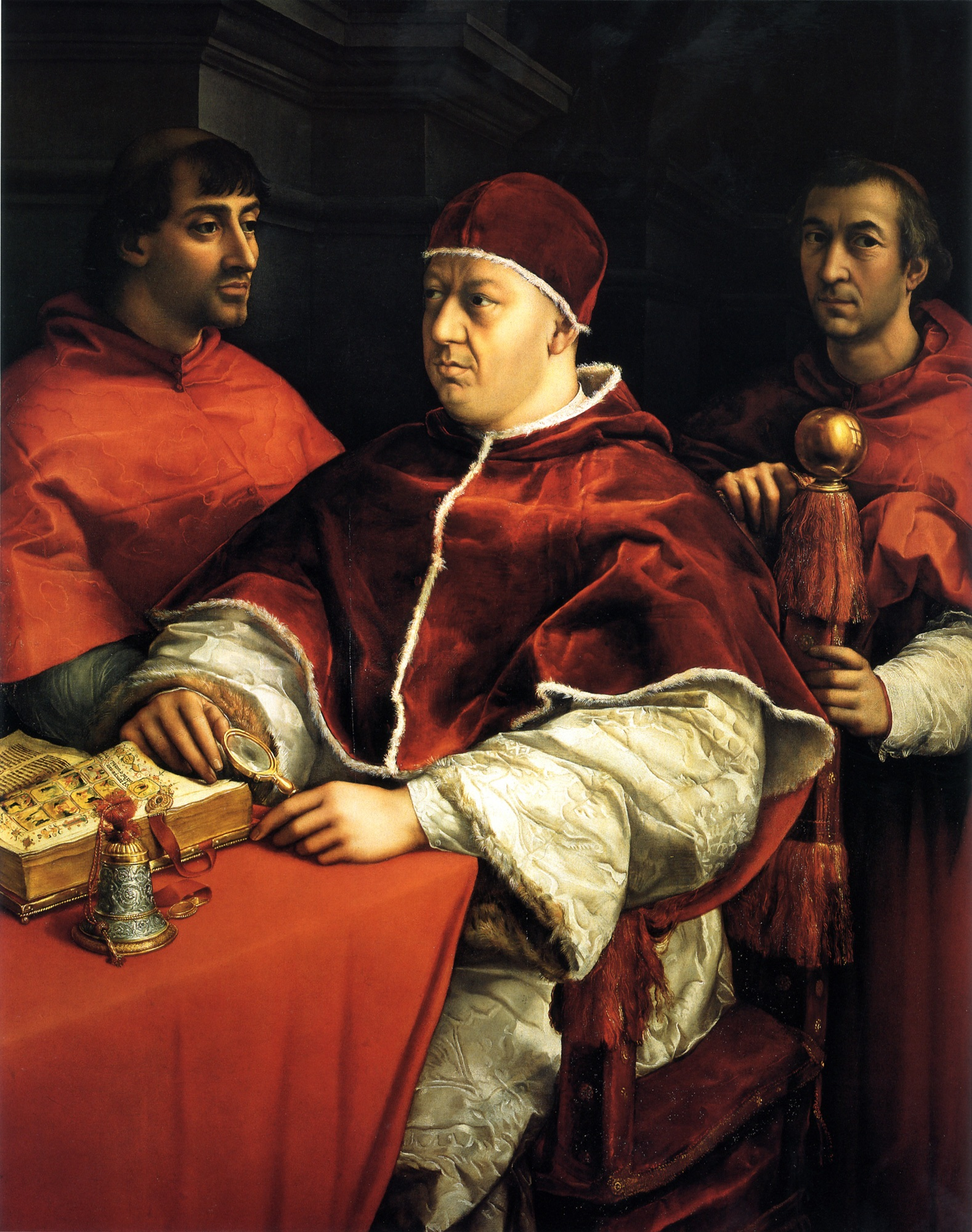
Рафаэль Санти. Портрет Льва X с кардиналами Джулио Медичи и Луиджи Росси. 1518—1519. Флоренция, Уффици

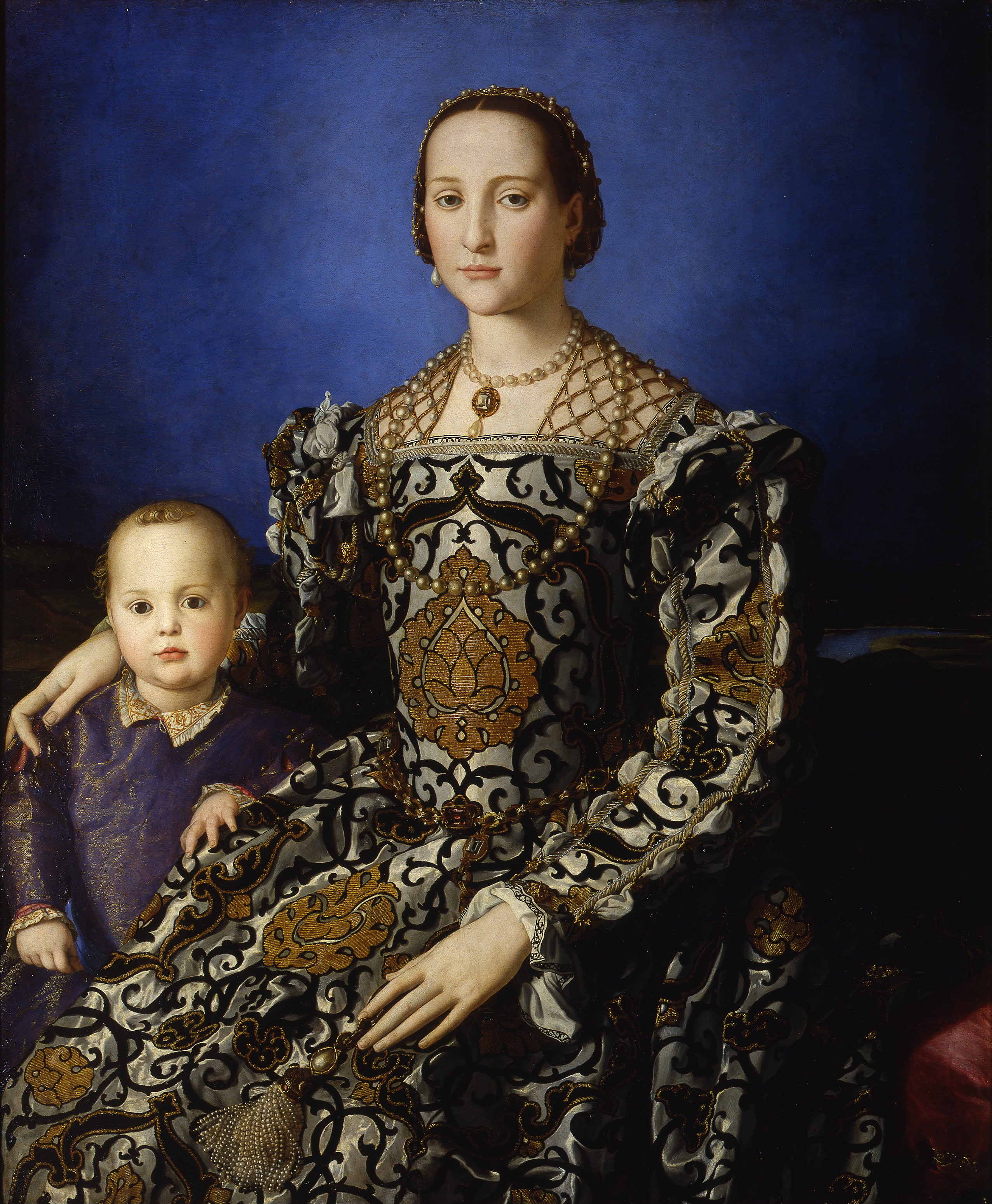
Бронзино. Портрет Элеоноры Толедской с сыном. 1545. Флоренция, Уффици

### Представители династии
- Козимо I Старший
- Пьеро I Подагрик
- Лоренцо I Великолепный
- Джулиано Медичи
- Пьеро II Невезучий (Глупый)
- Джованни ди Лоренцо Медичи
- Джулиано II Медичи
- Лоренцо II Медичи
- Джулио Медичи
- Ипполито Медичи
- Алессандро Медичи

### Папы римские
- Лев X — (Джованни)
- Климент VII — (Джулио)
- Пий IV — (Джованни Анджело)
- Лев XI — (Алессандро)

### Гонфалоньеры справедливостиФлоренции из рода Медичи
1. Ардинго (1296)
2. Гуччо (1298—1299)
3. Аверардо (1314)
4. Сальвестро (1378)
5. Джованни I ди Биччи (1421)
6. Козимо I Старший (1435, 1439)
7. Пьеро I (1461)
8. Алессандро (1531—1532)

### Капитан-генералы Флорентийской республики
1. Джулиано II (1513—1516)
2. Лоренцо II (1516—1519)
3. Джулио (1519—1523)

### Герцоги Флорентийские
1. Алессандро (1532—1537)
2. Козимо I (1537—1569)

### Великие герцоги Тосканские
1. Козимо I (1569—1574)
2. Франческо I (1574—1587)
3. Фердинанд I (1587—1609)
4. Козимо II (1609—1621)
5. Фердинанд II (1621—1670)
6. Козимо III (1670—1723)
7. Джованни Гастоне (1723—1737). После его смерти владения получает Франц I, император Священной Римской империи.

## Генеалогическое древо Медичи с 1360 по 1743 год
- Джованни ди Биччи (1360—1429)
  - Антонио Медичи (1386—1398)
  - Дамиано Медичи (1387—1390)
  - Козимо Медичи (Старший) (1389—1464)
    - Пьеро Медичи (1416—1469)
      - Лоренцо Великолепный (1449—1492)
        - Лукреция Медичи (1470—1550)
          - Мария Сальвиати (1499—1543)
          - Франческа Сальвиати
            - Алессандро Медичи (1535—1605), папа римский Лев XI

        - Пьеро II Глупый (1471—1503)
          - Лоренцо II Медичи (1492—1519)
            - Алессандро Медичи (1510—1537)
              - Джулио Медичи (около 1533—1600)
                - Космо Медичи
                  - Анджелика Медичи (1608—1636)

              - Джулия Медичи (около 1535—1588)

            - Екатерина Медичи (1519—1589), супруга короля Франции Генриха II и регентша Франции

          - Клариче Медичи (1493—1528)

        - Мадлен Медичи (1473—1528)
        - Джованни Медичи (1475—1521), папа римский Лев X
        - Луиза Медичи (1477—1488)
        - Контессина Медичи (1478—1515)
        - Джулиано Медичи (1479—1516)
          - Ипполито Медичи (1511—1535)

      - Джулиано Медичи (1453—1478)
        - Джулио Медичи (1478—1534), папа римский Климент VII

    - Джованни Медичи (1421—1463)
    - Карло Медичи (1430—1492)

  - Лоренцо Медичи (Старший) (1395—1440)
    - Пьерфранческо Медичи (Старший) (1430—1476)
      - Лоренцо Медичи (1463—1503)
        - Пьерфранческо Медичи (Младший)[англ.] (1487—1525)
          - Лоренцино Медичи (1514—1548)
          - Лаудомия Медичи (? — около 1560)
          - Джулиано Медичи (около 1520—1588)
          - Маддалена Медичи (? — 1583)

      - Джованни иль Пополано Медичи (1467—1498), женат на Катерине Сфорца
        - Джованни делле Банде Нере (1498—1526)
          - Козимо I Медичи (1519—1574)
            - Мария Медичи (1540—1557)
            - Франческо I Медичи (1541—1587)
              - Элеонора Медичи (1567—1611)
              - Анна Медичи (1569—1584)
              - Мария Медичи (1575—1642), супруга короля Франции Генриха IV
              - Филиппо Медичи (1577—1582)
              - (от 2-го брака) Антонио Медичи (1576—1621)

            - Изабелла Медичи (1542—1576)
            - Джованни Медичи (1543—1562)
            - Лукреция Медичи (1545—1561)
            - Гарция Медичи (1547—1562)
            - Фердинанд I Медичи (1549—1609)
              - Козимо II Медичи (1590—1621)
                - Мария Кристина Медичи (1609—1632)
                - Фердинандо II Медичи (1610—1670)
                  - Козимо III Медичи (1642—1723)
                    - Фердинандо Медичи (1663—1713)
                    - Анна Мария Луиза Медичи (1667—1743)
                    - Джан-Гастоне Медичи (1671—1737)

                  - Франческо Мария Медичи (1660—1711)

                - Джанкарло Медичи (1611—1663)
                - Маргарита Медичи (1612—1679)
                - Маттиас Медичи (1613—1667)
                - Франческо Медичи (1614—1634)
                - Анна Медичи (1616—1676)
                - Леопольдо Медичи (1617—1675)

              - Элеонора Медичи (1591—1617)
              - Екатерина Медичи (1593—1629)
              - Франческо Медичи (1594—1614)
              - Карло Медичи (1595—1666)
              - Лоренцо Медичи (1600—1648)
              - Мария-Мадлен Медичи (1600—1633)
              - Клавдия Медичи (1604—1648)

            - Пьетро Медичи (1554—1604)
            - Джованни Медичи (1567—1621)
            - Вирджиния Медичи (1568—1615)

## Искусство
Род Медичи, правивший во Флоренции, одном из культурных центров Ренессанса, не мог не повлиять на возникновение большого количества произведений искусства. Они покровительствовали художникам, архитекторам, были и щедрыми меценатами, и просто расточительными заказчиками.
Галерея Уффици, наполненная огромным количеством шедевров, находилась в личном владении династии, пока в XVIII веке последняя представительница правящего рода Анна Мария Луиза Медичи не подарила её городу.

### Художники, работавшие на Медичи

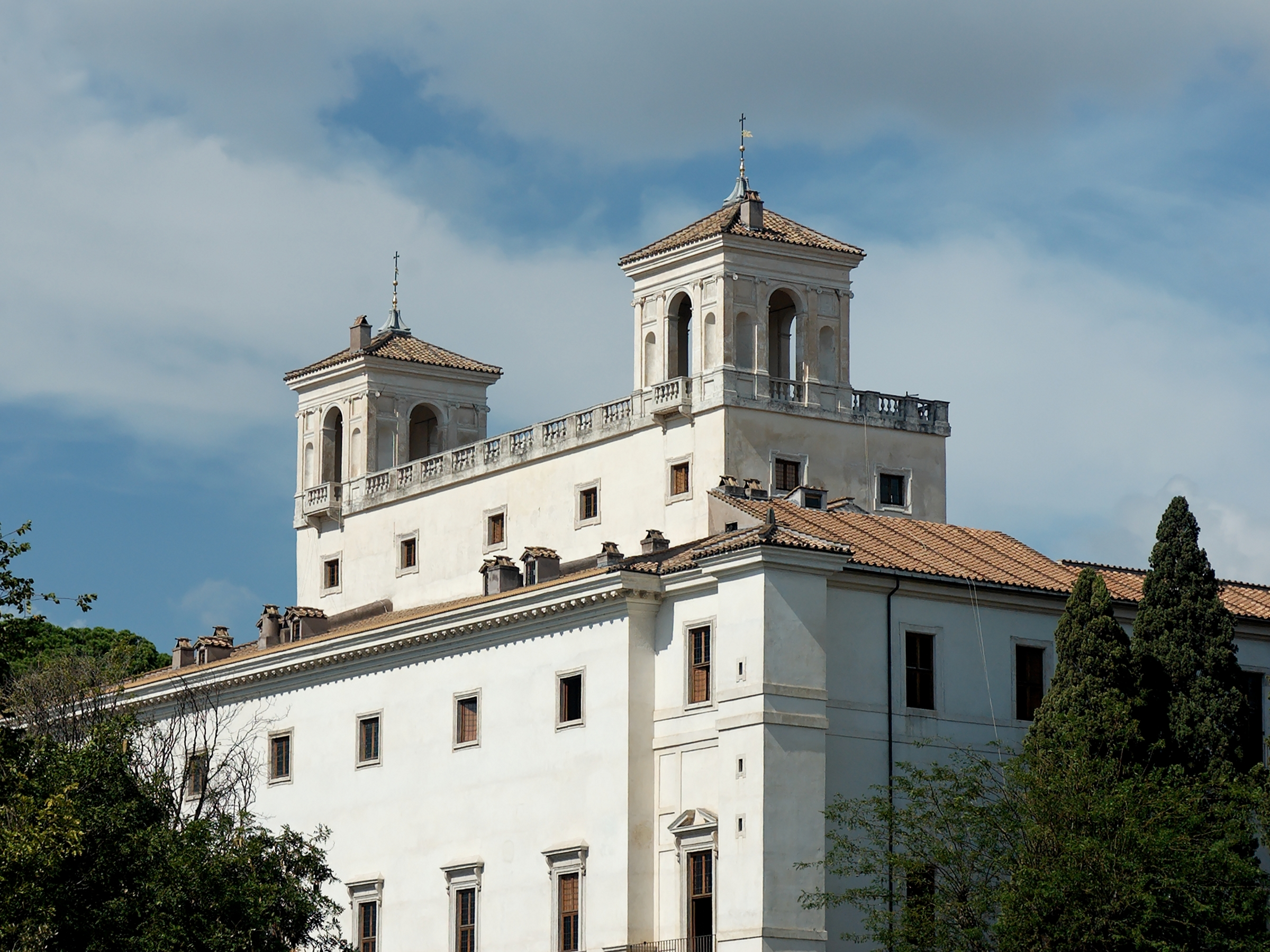
Вилла Медичи в Риме, вторая пол. XVI в.

- Андреа дель Верроккьо — скульптор и живописец: надгробие Козимо Медичи (1465), скульптурная группа «Уверение Фомы» (1476—1483), гробница Пьеро и Джованни Медичи, эскизы штандартов и рыцарских доспехов для турниров Лоренцо Медичи, скульптура «Мальчик с дельфином» для фонтана виллы Медичи в Кареджи.
- Микеланджело: работы для Лоренцо Медичи, оформление фасада семейной церкви Медичи Сан Лоренцо во Флоренции, Новая Сакристия (капелла Медичи), гробница Джулиано и Лоренцо Медичи, проч.
- Беноццо Гоццоли — писал фрески для Медичи в Палаццо Медичи-Риккарди
- Боттичелли: роспись знамени для Джулиано Медичи, картина «Поклонение волхвов», среди изображенных — представители рода (1475—1478), Портрет Джулиано Медичи, «Паллада и кентавр», «Весна», проч.
- Бенвенуто Челлини — работал для герцога Козимо Медичи.
- Джамболонья — прославленный скульптор: конный памятник Козимо I Медичи, Меркурий Медичи.
- Аньоло Бронзино — придворный портретист Козимо I.
- Лука Джордано — фрески в палаццо Медичи-Риккарди.
- Джорджо Вазари
- Фра Филиппо Липпи: алтарный образ Св. Михаила, проч.
- Фра Беато Анджелико: Алтарь Сан Марко (1438—1440) для монастыря Св. Марка
- Понтормо: росписи виллы Медичи в Поджо-а-Кайано (1519—1521), проч.
- Рафаэль: Портрет папы Льва X с кардиналами Джулио Медичи и Луиджи Росси.
- Тициан: Портрет Ипполлито Медичи (1532—1533).

### Архитекторы и здания

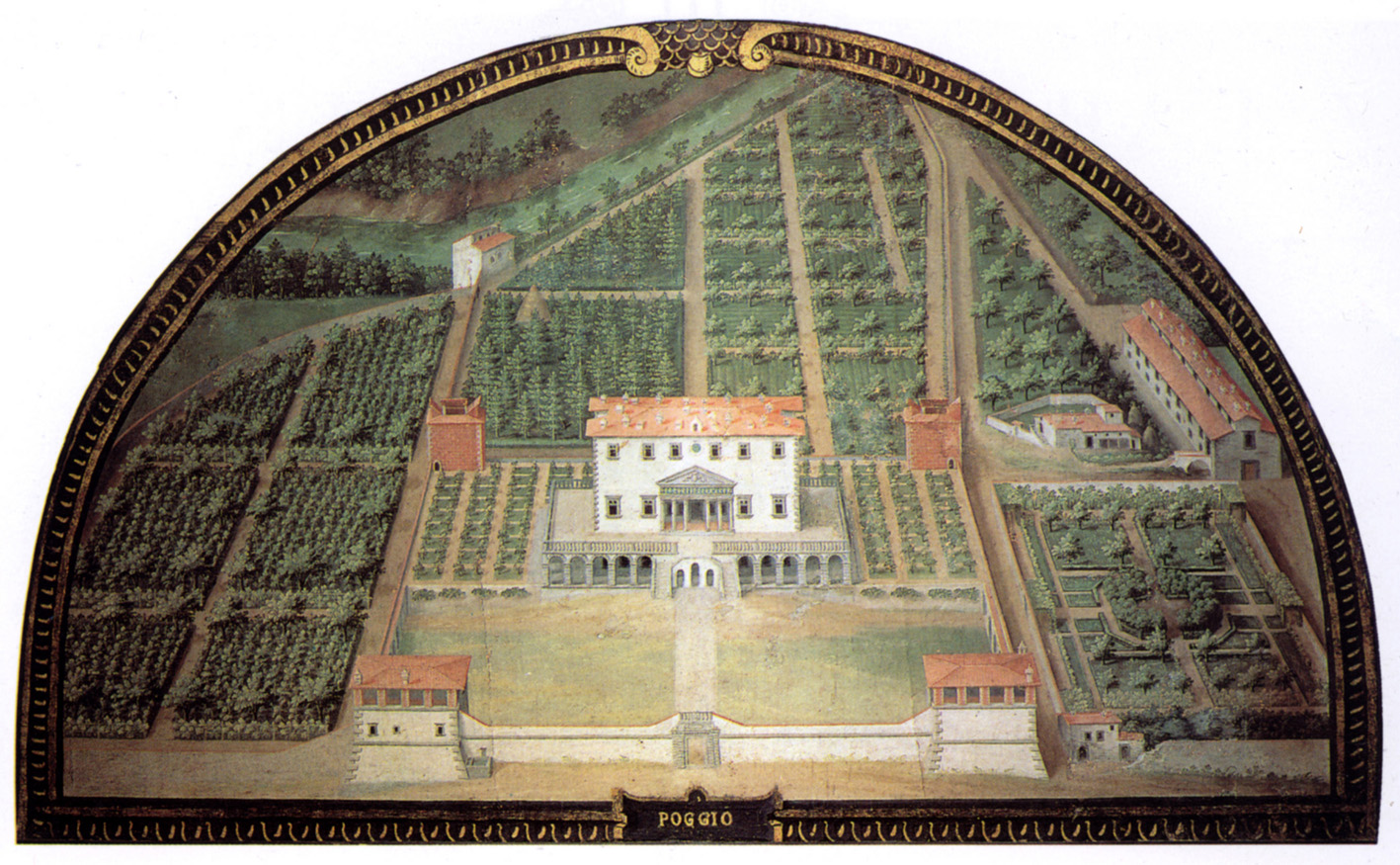
Вилла и сады в Поджо-а-Кайано под Прато.

- Палаццо Медичи-Риккарди (1444—1460) — арх. Микелоццо ди Бартоломео
- Палаццо Веккьо (де ла Сеньория)
- Палаццо Питти — арх. Брунеллески. Приобретен в собственность рода Элеонорой Толедской, супругой Козимо I.
- Капелла Медичи в церк. св. Аннунциаты — арх. Микелоццо ди Бартоломео
- Новая Сакристия (капелла Медичи) церкви Сан-Лоренцо — Микеланджело
- Вилла Медичи
- Вилла Пратолино

## В массовой культуре
- В книгах английского писателя-фантаста Терри Пратчетта правителем (патрицием) города Анк-Моркпорка является хитроумный и хладнокровный лорд Витинари (Vetinari). Его фамилия, происходящая от слова «ветеринар» — отсылка к Медичи («медик»). Использованы некоторые черты Лоренцо Великолепного, например Витинари покровительствует изобретателю Леонарду Щеботанскому, подобно тому как Медичи покровительствовали Леонардо да Винчи.
- В видеоигре Assassin's Creed II представлен заговор Пацци против семьи Медичи. Лоренцо Медичи также является одним из ключевых персонажей игры.
- В видеоигре Eternal Champions: Challenge from the Dark Side персонаж София Риптайд является членом семьи Медичи.
- В видеоигре Just Cause 3 действие происходит на вымышленном острове Медичи в Средиземноморье.
- В сериале «Демоны Да Винчи» (2013—2015) действия происходят во времена правления Лоренцо Медичи и его брата Джулиано в Флоренции.
- В сериале «Царство» (2013—2017) действия происходят во Франции во время правления Генриха II и Екатерины Медичи.
- В сериале «Медичи» (2016—2019) рассказывается о династии Медичи.
- В фильме «Грех» (2019) описываются взаимоотношения Микеланджело с семейством Медичи как с заказчиками его произведений.